# Навакесера
Навакесера (ісп. Navaquesera) — муніципалітет в Іспанії, у складі автономної спільноти Кастилія-і-Леон, у провінції Авіла. Населення — 32 особи (2010).
Муніципалітет розташований на відстані близько 100 км на захід від Мадрида, 31 км на південний захід від Авіли.

## Демографія
Динаміка населення (INE ):